# Kościół św. Ducha w Anklam
Kościół św. Ducha w Anklam – kościół w Anklam, zniszczony w pożarze z 1659.
Szpital św. Ducha (domus sancti spiritus; wzmiankowany od 1272) uposażony został nadaniami (w 1272 i kolejnych – 1274 i 1277 – latach, m.in. rycerza Rudolfa Munda i jego syna Friedricha, pani Helpe, Johanna von Schorrentina czy Johanna Ramela) potwierdzonymi przez księcia zachodniopomorskiego Barnima I, a obejmującymi zarówno wpływy z miejskiego czynszu łanowego i renty miejskiej oraz z Zatoki Uznamskiej.